# Winów (gromada)
Winów (do 30 XII 1959 Wójtowa Wieś) – dawna gromada, czyli najmniejsza jednostka podziału terytorialnego Polskiej Rzeczypospolitej Ludowej w latach 1954–1972.
Gromady, z gromadzkimi radami narodowymi (GRN) jako organami władzy najniższego stopnia na wsi, funkcjonowały od reformy reorganizującej administrację wiejską przeprowadzonej jesienią 1954 do momentu ich zniesienia z dniem 1 stycznia 1973, tym samym wypierając organizację gminną w latach 1954–1972.
Gromadę Winów z siedzibą GRN w Winowie (obecnie w granicach Opola) utworzono 31 grudnia 1959 w powiecie opolskim w woj. opolskim, przenosząc siedzibę GRN gromady Wójtowa Wieś z Wójtowej Wsi do Winowa i zmieniając nazwę jednostki na gromada Winów. Dla gromady ustalono 27 członków gromadzkiej rady narodowej.
Gromada przetrwała do końca 1972 roku, czyli do kolejnej reformy gminnej.